# Wham!/Diskografie
Diese Diskografie ist eine Übersicht über die musikalischen Werke des britischen Popduos Wham! Den Schallplattenauszeichnungen zufolge hat es bisher mehr als 42,1 Millionen Tonträger verkauft, davon alleine in seiner Heimat über 12,6 Millionen. Seine erfolgreichste Veröffentlichung ist die Single Last Christmas mit über 18,8 Millionen verkauften Einheiten. Diese verkaufte sich alleine in Deutschland über 1,5 Millionen Mal, womit sie die meistverkaufte Weihnachtssingle des Landes ist und im Allgemeinen zu den meistverkauften Singles in Deutschland zählt.

## Alben

### Studioalben
| Jahr | Titel Musiklabel                                     | Höchstplatzierung, Gesamtwochen, AuszeichnungChartplatzierungen (Jahr, Titel, Musiklabel, Platzierungen, Wochen, Auszeichnungen, Anmerkungen) | Höchstplatzierung, Gesamtwochen, AuszeichnungChartplatzierungen (Jahr, Titel, Musiklabel, Platzierungen, Wochen, Auszeichnungen, Anmerkungen) | Höchstplatzierung, Gesamtwochen, AuszeichnungChartplatzierungen (Jahr, Titel, Musiklabel, Platzierungen, Wochen, Auszeichnungen, Anmerkungen) | Höchstplatzierung, Gesamtwochen, AuszeichnungChartplatzierungen (Jahr, Titel, Musiklabel, Platzierungen, Wochen, Auszeichnungen, Anmerkungen) | Höchstplatzierung, Gesamtwochen, AuszeichnungChartplatzierungen (Jahr, Titel, Musiklabel, Platzierungen, Wochen, Auszeichnungen, Anmerkungen) | Anmerkungen                                                                                        |
| Jahr | Titel Musiklabel                                     | DE | AT | CH | UK | US | Anmerkungen                                                                                        |
| ---- | ---------------------------------------------------- | --- | --- | --- | --- | --- | -------------------------------------------------------------------------------------------------- |
| 1983 | Fantastic Epic Records • Innervision (CBS)           | DE7 (22 Wo.)DE | — | CH25 (1 Wo.)CH | UK1 ×3Dreifachplatin · (116 Wo.)UK | US83 Gold · (44 Wo.)US | Erstveröffentlichung: 1. Juli 1983 Verkäufe: + 1.705.000                                           |
| 1984 | Make It Big Epic Records (CBS)                       | DE5 Gold · (25 Wo.)DE | AT4 (20 Wo.)AT | CH1 Platin · (22 Wo.)CH | UK1 ×4Vierfachplatin · (72 Wo.)UK | US1 ×6Sechsfachplatin · (87 Wo.)US | Erstveröffentlichung: Oktober 1984 Verkäufe: + 9.864.465                                           |
| 1986 | Music from the Edge of Heaven Columbia Records (CBS) | — | — | — | — | US10 Platin · (28 Wo.)US | Erstveröffentlichung: 1. Juli 1986 Verkäufe: + 1.100.000 Pendant zu The Final in Japan/Nordamerika |

### Kompilationen
| Jahr | Titel Musiklabel                                               | Höchstplatzierung, Gesamtwochen, AuszeichnungChartplatzierungen (Jahr, Titel, Musiklabel, Platzierungen, Wochen, Auszeichnungen, Anmerkungen) | Höchstplatzierung, Gesamtwochen, AuszeichnungChartplatzierungen (Jahr, Titel, Musiklabel, Platzierungen, Wochen, Auszeichnungen, Anmerkungen) | Höchstplatzierung, Gesamtwochen, AuszeichnungChartplatzierungen (Jahr, Titel, Musiklabel, Platzierungen, Wochen, Auszeichnungen, Anmerkungen) | Höchstplatzierung, Gesamtwochen, AuszeichnungChartplatzierungen (Jahr, Titel, Musiklabel, Platzierungen, Wochen, Auszeichnungen, Anmerkungen) | Höchstplatzierung, Gesamtwochen, AuszeichnungChartplatzierungen (Jahr, Titel, Musiklabel, Platzierungen, Wochen, Auszeichnungen, Anmerkungen) | Anmerkungen                                                   |
| Jahr | Titel Musiklabel                                               | DE | AT | CH | UK | US | Anmerkungen                                                   |
| ---- | -------------------------------------------------------------- | --- | --- | --- | --- | --- | ------------------------------------------------------------- |
| 1986 | The Final Epic Records (CBS)                                   | DE2 Gold · (22 Wo.)DE | AT3 (14 Wo.)AT | CH2 (14 Wo.)CH | UK2 Platin · (67 Wo.)UK | — | Erstveröffentlichung: 31. Mai 1986 Verkäufe: + 1.345.000      |
| 1997 | The Best of Wham!: If You Were There Epic Records (CBS)        | DE40 (13 Wo.)DE | AT23 (11 Wo.)AT | CH28 (7 Wo.)CH | UK4 ×2Doppelplatin · (38 Wo.)UK | — | Erstveröffentlichung: 24. November 1997 Verkäufe: + 1.142.500 |
| 2023 | The Singles – Echoes from the Edge of Heaven Sony Music (Sony) | DE12 (1 Wo.)DE | AT35 (1 Wo.)AT | CH17 (2 Wo.)CH | UK2 Silber · (5 Wo.)UK | US31 (3 Wo.)US | Erstveröffentlichung: 7. Juli 2023 Verkäufe: + 67.500         |

### Soundtracks
| Jahr | Titel Musiklabel                                                                                | Höchstplatzierung, Gesamtwochen, AuszeichnungChartplatzierungen (Jahr, Titel, Musiklabel, Platzierungen, Wochen, Auszeichnungen, Anmerkungen) | Höchstplatzierung, Gesamtwochen, AuszeichnungChartplatzierungen (Jahr, Titel, Musiklabel, Platzierungen, Wochen, Auszeichnungen, Anmerkungen) | Höchstplatzierung, Gesamtwochen, AuszeichnungChartplatzierungen (Jahr, Titel, Musiklabel, Platzierungen, Wochen, Auszeichnungen, Anmerkungen) | Höchstplatzierung, Gesamtwochen, AuszeichnungChartplatzierungen (Jahr, Titel, Musiklabel, Platzierungen, Wochen, Auszeichnungen, Anmerkungen) | Höchstplatzierung, Gesamtwochen, AuszeichnungChartplatzierungen (Jahr, Titel, Musiklabel, Platzierungen, Wochen, Auszeichnungen, Anmerkungen) | Anmerkungen                                                                   |
| Jahr | Titel Musiklabel                                                                                | DE | AT | CH | UK | US | Anmerkungen                                                                   |
| ---- | ----------------------------------------------------------------------------------------------- | --- | --- | --- | --- | --- | ----------------------------------------------------------------------------- |
| 2019 | George Michael & Wham! Last Christmas: The Original Motion Picture Soundtrack Sony Music (Sony) | DE85 (1 Wo.)DE | AT60 (1 Wo.)AT | — | UK9 Gold · (10 Wo.)UK | US18 (35 Wo.)US | Erstveröffentlichung: 8. November 2019 Verkäufe: + 107.500 mit George Michael |

## Singles

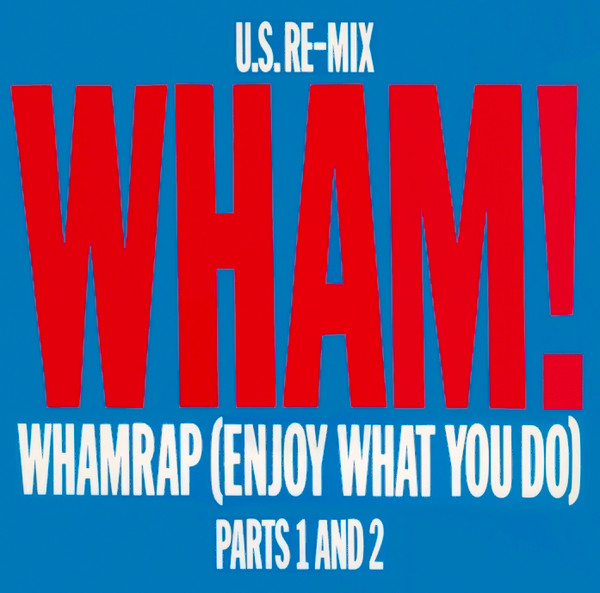
Frontcover zu Wham Rap!

| Jahr | Titel Album                                                                             | Höchstplatzierung, Gesamtwochen, AuszeichnungChartplatzierungen (Jahr, Titel, Album, Platzierungen, Wochen, Auszeichnungen, Anmerkungen) | Höchstplatzierung, Gesamtwochen, AuszeichnungChartplatzierungen (Jahr, Titel, Album, Platzierungen, Wochen, Auszeichnungen, Anmerkungen) | Höchstplatzierung, Gesamtwochen, AuszeichnungChartplatzierungen (Jahr, Titel, Album, Platzierungen, Wochen, Auszeichnungen, Anmerkungen) | Höchstplatzierung, Gesamtwochen, AuszeichnungChartplatzierungen (Jahr, Titel, Album, Platzierungen, Wochen, Auszeichnungen, Anmerkungen) | Höchstplatzierung, Gesamtwochen, AuszeichnungChartplatzierungen (Jahr, Titel, Album, Platzierungen, Wochen, Auszeichnungen, Anmerkungen) | Anmerkungen                                                    |
| Jahr | Titel Album                                                                             | DE | AT | CH | UK | US | Anmerkungen                                                    |
| ---- | --------------------------------------------------------------------------------------- | --- | --- | --- | --- | --- | -------------------------------------------------------------- |
| 1982 | Wham Rap! (Enjoy What You Do) Fantastic                                                 | DE17 (11 Wo.)DE | — | — | UK8 (12 Wo.)UK | — | Erstveröffentlichung: 11. Juni 1982                            |
| 1982 | Young Guns (Go for It) Fantastic                                                        | DE20 (16 Wo.)DE | — | — | UK3 Silber · (17 Wo.)UK | — | Erstveröffentlichung: 9. September 1982 Verkäufe: + 250.000    |
| 1983 | Bad Boys Fantastic                                                                      | DE12 (17 Wo.)DE | — | CH6 (5 Wo.)CH | UK2 Silber · (15 Wo.)UK | US60 (9 Wo.)US | Erstveröffentlichung: 2. Mai 1983 Verkäufe: + 250.000          |
| 1983 | Club Tropicana Fantastic                                                                | DE13 (12 Wo.)DE | — | — | UK4 Platin · (11 Wo.)UK | — | Erstveröffentlichung: 15. Juli 1983 Verkäufe: + 695.000        |
| 1983 | Club Fantastic Megamix –                                                                | DE56 (4 Wo.)DE | — | — | UK15 (8 Wo.)UK | — | Erstveröffentlichung: November 1983                            |
| 1984 | Wake Me Up Before You Go-Go Make It Big                                                 | DE2 Gold · (17 Wo.)DE | AT6 (12 Wo.)AT | CH2 (15 Wo.)CH | UK1 ×3Gold (Physisch) + Dreifachplatin (Digital) · (16 Wo.)UK                                                                            | US1 Platin · (24 Wo.)US | Erstveröffentlichung: 14. Mai 1984 Verkäufe: + 4.245.000       |
| 1984 | Freedom Make It Big                                                                     | DE14 (15 Wo.)DE | AT23 (4 Wo.)AT | CH5 (12 Wo.)CH | UK1 Gold · (14 Wo.)UK | US3 (18 Wo.)US | Erstveröffentlichung: September 1984 Verkäufe: + 575.000       |
| 1984 | Last Christmas auch bekannt als: Christmas 85 Music from the Edge of Heaven • The Final | DE1 a ×3Dreifachplatin · (183 Wo.)DE | AT1 a b (124 Wo.)AT | CH2 a (127 Wo.)CH | UK1 c ×8Platin + Achtfachplatin (Digital) · (131 Wo.)UK                                                                                  | US3 b d ×7Siebenfachplatin · (45 Wo.)US                                                                                                  | Erstveröffentlichung: 30. November 1984 Verkäufe: + 18.820.000 |
| 1984 | Everything She Wants Make It Big                                                        | DE8 (9 Wo.)DE | AT5 (12 Wo.)AT | — | UK— GoldUK | US1 Gold · (20 Wo.)US | Erstveröffentlichung: 30. November 1984 Verkäufe: + 950.000    |
| 1985 | I’m Your Man Music from the Edge of Heaven • The Final                                  | DE7 (12 Wo.)DE | AT14 (10 Wo.)AT | CH7 (9 Wo.)CH | UK1 Gold · (13 Wo.)UK | US3 (18 Wo.)US | Erstveröffentlichung: 11. November 1985 Verkäufe: + 550.000    |
| 1986 | The Edge of Heaven Music from the Edge of Heaven • The Final                            | DE4 (15 Wo.)DE | AT11 (12 Wo.)AT | CH4 (10 Wo.)CH | UK1 Silber · (12 Wo.)UK | US10 (13 Wo.)US | Erstveröffentlichung: 18. Juni 1986 Verkäufe: + 250.000        |
| 1986 | Where Did Your Heart Go? Music from the Edge of Heaven • The Final                      | — | AT23 (4 Wo.)AT | — | — | US50 (8 Wo.)US | Erstveröffentlichung: September 1986 Original: Was (Not Was)   |

## Videoalben und Musikvideos

### Videoalben
| Jahr | Titel Musiklabel                                   | Höchstplatzierung, Gesamtwochen, AuszeichnungChartplatzierungen (Jahr, Titel, Musiklabel, Platzierungen, Wochen, Auszeichnungen, Anmerkungen) | Höchstplatzierung, Gesamtwochen, AuszeichnungChartplatzierungen (Jahr, Titel, Musiklabel, Platzierungen, Wochen, Auszeichnungen, Anmerkungen) | Höchstplatzierung, Gesamtwochen, AuszeichnungChartplatzierungen (Jahr, Titel, Musiklabel, Platzierungen, Wochen, Auszeichnungen, Anmerkungen) | Höchstplatzierung, Gesamtwochen, AuszeichnungChartplatzierungen (Jahr, Titel, Musiklabel, Platzierungen, Wochen, Auszeichnungen, Anmerkungen) | Höchstplatzierung, Gesamtwochen, AuszeichnungChartplatzierungen (Jahr, Titel, Musiklabel, Platzierungen, Wochen, Auszeichnungen, Anmerkungen) | Anmerkungen                                                 |
| Jahr | Titel Musiklabel                                   | DE | AT | CH | UK | US | Anmerkungen                                                 |
| ---- | -------------------------------------------------- | --- | --- | --- | --- | --- | ----------------------------------------------------------- |
| 1984 | Wham! – The Video CBS Fox Video (CBS)              | — | — | — | — | US— GoldUS | Erstveröffentlichung: 1984 Verkäufe: + 50.000               |
| 1985 | Wham! – 85 CBS Fox Video (CBS)                     | — | — | — | — | — | Erstveröffentlichung: 1985                                  |
| 1986 | Wham! in China – Foreign Skies CBS Fox Video (CBS) | — | — | — | — | US1 Gold · (… Wo.)US | Erstveröffentlichung: 18. September 1986 Verkäufe: + 50.000 |
| 1986 | Wham! – The Final CBS Fox Video (CBS)              | — | — | — | — | — | Erstveröffentlichung: 31. Dezember 1986                     |
| 1997 | The Best of Wham! Epic Records (CBS)               | — | — | — | UK8 Gold · (24 Wo.)UK | — | Erstveröffentlichung: 24. November 1997 Verkäufe: + 25.000  |

### Musikvideos
| Jahr | Titel                         | Regisseur(e)                   |
| ---- | ----------------------------- | ------------------------------ |
| 1982 | Wham Rap! (Enjoy What You Do) | Chris Gabrin                   |
| 1982 | Young Guns (Go for It)        | Tim Pope                       |
| 1983 | Bad Boys                      | Mike Brady                     |
| 1983 | Club Tropicana                | Duncan Gibbins                 |
| 1984 | Wake Me Up Before You Go-Go   | Andrew Morahan                 |
| 1984 | Freedom                       |                                |
| 1984 | Last Christmas                | Andrew Morahan                 |
| 1984 | Everything She Wants          | Andrew Morahan                 |
| 1985 | I’m Your Man                  | Andrew Morahan                 |
| 1986 | The Edge of Heaven            | Andrew Morahan                 |
| 1986 | Where Did Your Heart Go?      | George Michael, Andrew Morahan |

## Sonderveröffentlichungen

### Alben
| Jahr | Titel Musiklabel                                             | Anmerkungen                                                                  |
| ---- | ------------------------------------------------------------ | ---------------------------------------------------------------------------- |
| 2015 | Original Album Classics Epic Records • Legacy Records (Sony) | Erstveröffentlichung: 20. März 2015 Teil der „Original-Album-Classics“-Reihe |

| Jahr | Titel Musiklabel                                                                   | Anmerkungen                                                              |
| ---- | ---------------------------------------------------------------------------------- | ------------------------------------------------------------------------ |
| 1986 | Battlestations auch bekannt als: Fin 1 oder The Edge of Heaven Epic Records (Sony) | Erstveröffentlichung: Juni 1986 Veröffentlichung nur in den Niederlanden |

| Jahr | Titel Musiklabel                                                                     | Anmerkungen                                                                |
| ---- | ------------------------------------------------------------------------------------ | -------------------------------------------------------------------------- |
| 1985 | Eight Fantastic 12″ That Made It Big Epic Records (Sony)                             | Erstveröffentlichung: 1985 Veröffentlichung nur in den Niederlanden        |
| 1986 | The 12″ Tape (Five 12″ Mixes on One Cassette) Epic Records • Columbia Records (Sony) | Erstveröffentlichung: 1986 Teil der „The-12″-Tape“-Reihe                   |
| 1993 | Star Box Epic Records (Sony)                                                         | Erstveröffentlichung: 21. November 1993 Teil der „Star-Box“-Reihe          |
| 2001 | Les indispensables de SMM Records (Sony)                                             | Erstveröffentlichung: 3. September 2001 Veröffentlichung nur in Frankreich |
| 2020 | Japanese Singles Collection: Greatest Hits Epic Records (Sony)                       | Erstveröffentlichung: 11. November 2020 Veröffentlichung nur in Japan      |

| Jahr | Titel Musiklabel                     | Anmerkungen                                                                             |
| ---- | ------------------------------------ | --------------------------------------------------------------------------------------- |
| 1988 | 12″ Mixes Epic Records (Sony)        | Erstveröffentlichung: 5. Dezember 1988 Veröffentlichung nur in Australien               |
| 1989 | The Best Remixes Epic Records (Sony) | Erstveröffentlichung: 21. April 1989 Verkäufe: + 100.000; Veröffentlichung nur in Japan |

### Videoalben
| Jahr | Titel Musiklabel                               | Anmerkungen                                                                                     |
| ---- | ---------------------------------------------- | ----------------------------------------------------------------------------------------------- |
| 2011 | The Final (Deluxe Edition) Epic Records (Sony) | Erstveröffentlichung: 25. November 2011 Bonus-DVD; Verkäufe werden der Kompilation hinzuaddiert |

## Promoveröffentlichungen
| Jahr | Titel Album                   | Anmerkungen                                                         |
| ---- | ----------------------------- | ------------------------------------------------------------------- |
| 1984 | Wham! Fan Club Christmas’84 – | Erstveröffentlichung: Dezember 1984 Geschenk für Fanclub-Mitglieder |

## Statistik

### Chartauswertung
|                     | DE    | AT    | CH    | UK    | US    |
| ------------------- | ----- | ----- | ----- | ----- | ----- |
| Nummer-eins-Alben   | DE—DE | AT—AT | CH1CH | UK2UK | US1US |
| Top-10-Alben        | DE3DE | AT2AT | CH2CH | UK6UK | US2US |
| Alben in den Charts | DE6DE | AT5AT | CH5CH | UK6UK | US5US |

|                       | DE     | AT    | CH    | UK     | US    |
| --------------------- | ------ | ----- | ----- | ------ | ----- |
| Nummer-eins-Singles   | DE1DE  | AT1AT | CH—CH | UK5UK  | US2US |
| Top-10-Singles        | DE5DE  | AT3AT | CH6CH | UK9UK  | US6US |
| Singles in den Charts | DE11DE | AT7AT | CH6CH | UK10UK | US8US |

|                          | DE    | AT    | CH    | UK    | US    |
| ------------------------ | ----- | ----- | ----- | ----- | ----- |
| Nummer-eins-Videoalben   | DE—DE | AT—AT | CH—CH | UK—UK | US1US |
| Top-10-Videoalben        | DE—DE | AT—AT | CH—CH | UK1UK | US1US |
| Videoalben in den Charts | DE—DE | AT—AT | CH—CH | UK1UK | US1US |

### Auszeichnungen für Musikverkäufe
| Land/RegionAuszeichnungen für Musikverkäufe (Land/Region, Auszeichnungen, Verkäufe, Quellen) | Silber     | Gold       | Platin         | Verkäufe    | Quellen                         |
| -------------------------------------------------------------------------------------------- | ---------- | ---------- | -------------- | ----------- | ------------------------------- |
| Australien (ARIA)                                                                            | —          | 2× Gold2   | 11× Platin11   | 840.000     | aria.com.au, Einzelnachweise    |
| Belgien (BRMA)                                                                               | —          | —          | 2× Platin2     | 100.000     | ultratop.be                     |
| Dänemark (IFPI)                                                                              | —          | 2× Gold2   | 9× Platin9     | 775.000     | ifpi.dk                         |
| Deutschland (BVMI)                                                                           | —          | 3× Gold3   | 3× Platin3     | 2.250.000   | musikindustrie.de               |
| Europa (IFPI)                                                                                | —          | —          | Platin1        | (1.000.000) | ifpi.org                        |
| Finnland (IFPI)                                                                              | —          | —          | Platin1        | 53.465      | ifpi.fi                         |
| Frankreich (SNEP)                                                                            | —          | 2× Gold2   | Platin1        | 500.000     | infodisc.fr snepmusique.com     |
| Griechenland (IFPI)                                                                          | —          | —          | 2× Platin2     | 40.000      | Einzelnachweise                 |
| Hongkong (IFPI/HKRIA)                                                                        | —          | —          | 2× Platin2     | 40.000      | ifpihk.org                      |
| Italien (FIMI)                                                                               | —          | —          | 6× Platin6     | 730.000     | fimi.it, Einzelnachweise        |
| Japan (RIAJ)                                                                                 | —          | 3× Gold3   | 9× Platin9     | 2.721.000   | riaj.or.jp JP2, Einzelnachweise |
| Kanada (MC)                                                                                  | —          | 2× Gold2   | 17× Platin17   | 1.620.000   | musiccanada.com                 |
| Neuseeland (RMNZ)                                                                            | —          | 3× Gold3   | 15× Platin15   | 367.500     | aotearoamusiccharts.co.nz NZ2   |
| Niederlande (NVPI)                                                                           | —          | 3× Gold3   | 4× Platin4     | 600.000     | nvpi.nl                         |
| Polen (ZPAV)                                                                                 | —          | Gold1      | —              | 50.000      | olis.pl                         |
| Portugal (AFP)                                                                               | —          | —          | 2× Platin2     | 20.000      | Einzelnachweise                 |
| Schweiz (IFPI)                                                                               | —          | —          | Platin1        | 50.000      | Einzelnachweise                 |
| Schweden (IFPI)                                                                              | —          | —          | 10× Platin10   | 800.000     | sverigetopplistan.se            |
| Spanien (Promusicae)                                                                         | —          | 2× Gold2   | 3× Platin3     | 280.000     | elportaldemusica.es ES2         |
| Vereinigte Staaten (RIAA)                                                                    | —          | 4× Gold4   | 15× Platin15   | 17.600.000  | riaa.com                        |
| Vereinigtes Königreich (BPI)                                                                 | 4× Silber4 | 8× Gold8   | 23× Platin23   | 14.235.000  | bpi.co.uk, Einzelnachweise      |
| Insgesamt                                                                                    | 4× Silber4 | 35× Gold35 | 137× Platin137 |             |                                 |